# Alvān
Alvān (persiska: الوان, ‘Alvān) är en ort i Iran.   Den ligger i provinsen Khuzestan, i den centrala delen av landet, 500 km sydväst om huvudstaden Teheran. Alvān ligger 54 meter över havet och antalet invånare är 6 100.
Terrängen runt Alvān är platt, och sluttar österut. Runt Alvān är det ganska tätbefolkat, med 104 invånare per kvadratkilometer. Alvān är det största samhället i trakten. Trakten runt Alvān består till största delen av jordbruksmark.